# Pepe il Re dei Gamberi
Pepe il Re dei Gamberi (Pepe the King Prawn) è un gambero, personaggio dei Muppet che debutta in Muppets Tonight nel 1996, con il ruolo di operatore d'ascensori insieme a Seymour l'elefante.
Pepe ha quattro braccia ed è molto orgoglioso di sé, auto-considerandosi di essere un "re dei gamberi", e viene irritato se viene chiamato gamberetto.
Parla con un forte accento spagnolo, spesso punteggiando le sue frasi dicendo alla fine "... Okay?".

## Biografia
Pepe ha iniziato la vita a Madrid, in Spagna. Ha lavorato come chef, prima di trasferirsi a Hollywood e seguire la sua vera vocazione nel mondo dello spettacolo.
Pepe debutta in Muppets Tonight nel 1996, con il ruolo di operatore d'ascensori insieme a Seymour l'elefante.
Sempre insieme a Seymour, Pepe si è esibito in numeri comici stile vaudeville.
Dopo Muppets Tonight, Pepe diventa uno dei personaggi che fanno parte del cast principale dei Muppet: a partire dal film: I Muppets venuti dallo spazio, comparve in numerosi film con ruoli semi-principali. Tuttavia, nel film del 2011, I Muppet, Pepe fece solo un cameo.